# .ax
.ax – krajowa domena internetowa najwyższego poziomu przypisana do Wysp Alandzkich aktywna od 2006 roku. Wcześniej strony z  były rejestrowane pod fińską domeną .aland.fi.

## Historia
17 lutego 2006 fiński parlament zaakceptował modyfikację ustaw regulujących fińskie nazwy domeny, które obejmowały domenę .ax. Podczas trzyletniego okresu, strony z domeny aland.fi zostaną stopniowo wycofane; żadne nowe rejestracje pod aland.fi nie są już możliwe. 17 marca 2006, fińska prezydent Tarja Halonen podpisała ustawę, która weszła w życie 27 marca 2006. Rząd Wysp Alandzkich zaczął akceptować rejestracje natychmiast po zmienianiu się prawa. 9 czerwca 2006 roku, ICANN zgodził się na przekazywanie domeny .ax rządowi Wysp Alandzkich. 
Domena .ax dodana do systemu DNS 21 czerwca 2006, a w pełni aktywna stała się 15 sierpnia 2006.

## Wymogi przy rejestracji
Rejestrować domenę .ax mogą:
- podmiot prawny z siedzibą zarejestrowaną na terenie Wysp Alandzkich,
- podmioty sektora publicznego, jednostki rządowe, organizacje pozarządowe, które są zarejestrowane na terenie Wysp Alandzkich,
- Osoba prywatna powyżej 15 roku życia urodzona lub posiadająca prawo do stałego pobytu na terenie Wysp Alandzkich.